# Mickuny
Mickuny (lit. Mickūnai) – miasteczko na Litwie, na Wileńszczyźnie, w okręgu wileńskim, w rejonie wileńskim, siedziba gminy Mickuny. Zamieszkane przez 1500 osób. Znajduje się tu kościół parafialny pw. Wniebowzięcia NM Panny, konsekrowany w 1826 r., gruntownie odremontowany i rozbudowany w roku 2000, lokalne urzędy, polskie gimnazjum oraz przystanek kolejowy Mickuny, położony na linii dawnej Kolei Warszawsko-Petersburskiej.

## Historia
W Rzeczypospolitej Obojga Narodów leżały w województwie wileńskim, w powiecie wileńskim. Były to wówczas dobra refekcyjne kapituły wileńskiej. Odpadły od Polski w wyniku III rozbioru.
Pod zaborami i w II Rzeczypospolitej siedziba wiejskiej gminy Mickuny. W XIX i w początkach XX w. położone były w Rosji, w guberni wileńskiej, w powiecie wileńskim. Po I wojnie światowej pod administracją polską, w Zarządzie Cywilnym Ziem Wschodnich. W latach 1920–1922 w składzie Litwy Środkowej.
Od 11 kwietnia 1922 leżały w Polsce, w województwie wileńskim, w powiecie wileńsko-trockim. W 1931 miejscowość liczyła:
- miasteczko – 142 mieszkańców, zamieszkałych w 23 budynkach,
- majątek – 15 mieszkańców, zamieszkałych w 1 budynku,
- wieś – 252 mieszkańców, zamieszkałych w 47 budynkach[4].

## Ludzie związani z miejscowością
W Mickunach urodził się w 1802 Stanisław Morawski – polski lekarz, pisarz i pamiętnikarz, natomiast w 1888 Edward Pacewicz – polski kapitan żeglugi wielkiej, porucznik Marynarki Wojennej II RP.